# حليب حامض
يشير اللبن الرائب او اللبن الحامض او الإدْل إلى مجموعة من المنتجات الغذائية التي ينتجها تحمض الحليب. التحمض الذي يعطي اللبن طعمًا لاذعًا، يتم تحقيقه إما عن طريق التخمر البكتيري أو من خلال إضافة حمض، مثل عصير الليمون أو الخل. يتسبب الحمض في تخثر الحليب وتكثيفه، مما يمنع نمو البكتيريا الضارة ويحسن من العمر الافتراضي للمنتج.
يُطلق على الحليب المخمر الناتج عن التخمر البكتيري بشكل أكثر تحديدًا الحليب المخمر أو الحليب المزروع. تقليديا كان الحليب المخفوق مجرد حليب طازج يُترك ليتخمر ويعكر عن طريق إبقائه في مكان دافئ ليوم واحد، غالبًا بالقرب من الموقد. قد يختلف الحليب التجاري الحديث عن اللبن الحامض بشكل طبيعي.
اللبن الرائب الذي يتم إنتاجه عن طريق إضافة حمض مع أو بدون إضافة كائنات ميكروبية، يسمى بشكل أكثر تحديدًا الحليب المحمض. في الولايات المتحدة، الأحماض المستخدمة في تصنيع الحليب المحمض تشمل: حمض الخليك (توجد عادة في الخل)، حمض الأديبيك، وحامض الستريك (توجد عادة في عصير الليمون)، وحمض الفيوماريك، ودلتا لاكتون، حمض الهيدروكلوريك، واللبنيك حمض الماليك، وحمض الفوسفوريك، وحمض السكسينيك، وحمض الطرطريك.
يُصنع اللبن الرائب عادة في المنزل أو يباع ويستهلك في أوروبا، وخاصة في أوروبا الشرقية (بلغاريا وبيلاروسيا وبولندا وسلوفاكيا وروسيا وأوكرانيا) ، في جميع دول يوغوسلافيا السابقة (مقدونيا، صربيا، الجبل الأسود، البوسنة الهرسك وكرواتيا وسلوفينيا) ورومانيا والمجر واليونان وفنلندا وألمانيا والدول الاسكندنافية.
كما أنه يصنع في المنزل أو يباع في محلات السوبر ماركت ويستهلك في منطقة البحيرات الكبرى في الصومال وشرق إفريقيا (كينيا وأوغندا ورواندا وبوروندي وتنزانيا). إنه أيضًا طعام تقليدي لشعب البانتو في جنوب إفريقيا.
منذ السبعينيات ، استخدم بعض المنتجين التحميض الكيميائي بدلاً من العوامل البيولوجية.

## في الوصفات

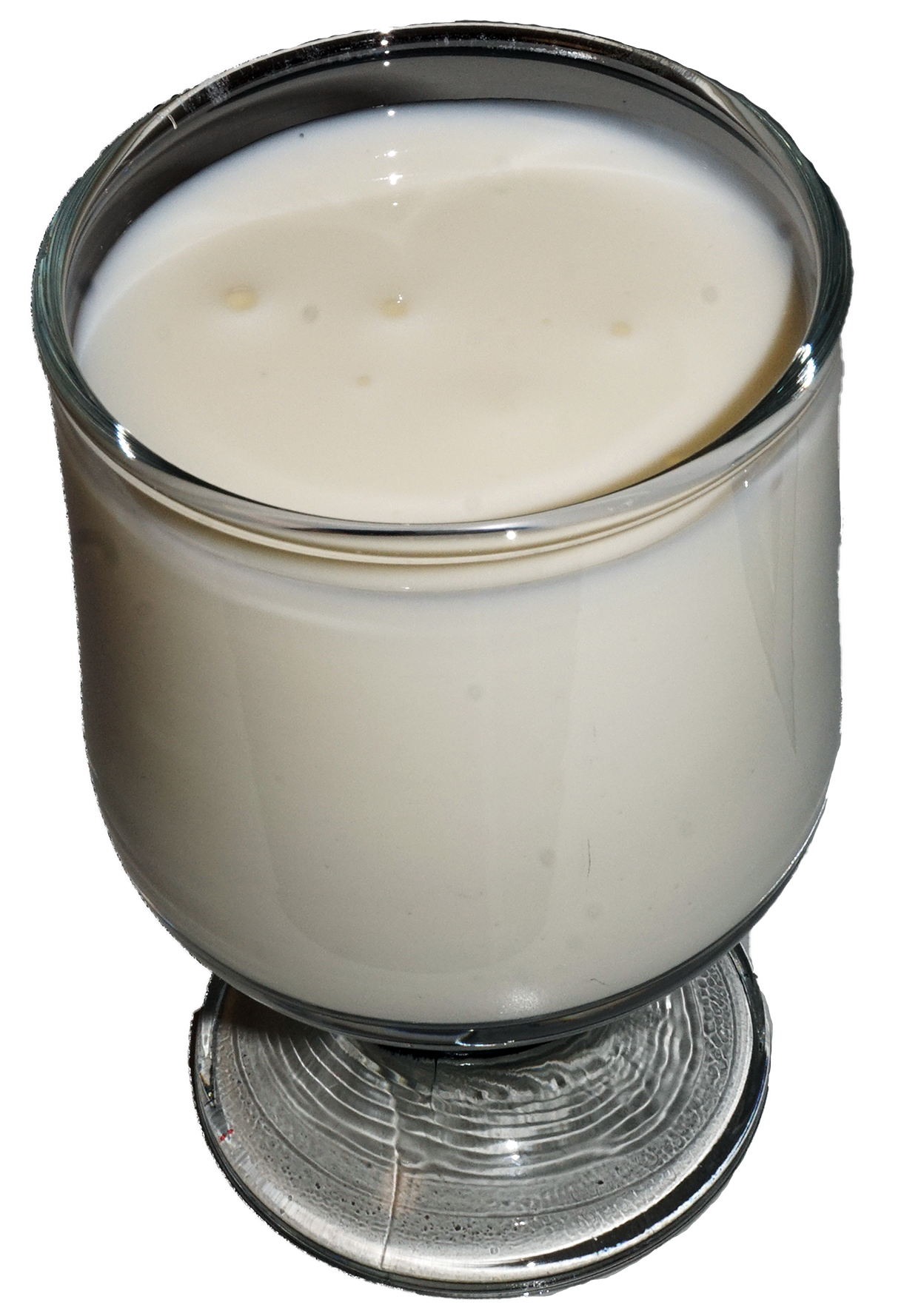
حليب زبدة

يُشار أحيانًا إلى الحليب الخام الذي لم يفسد باسم "الحليب الحلو"، لأنه يحتوي على سكر اللاكتوز. يحول التخمير اللاكتوز إلى حمض اللاكتيك (حمض اللبنيك) الذي له نكهة حامضة. قبل اختراع التبريد، كان اللبن الخام يصبح حامضًا بشكل شائع قبل أن يتم استهلاكه، وكانت هناك العديد من الوصفات التي تتضمن هذا الحليب المتبقي كمكون. يختلف اللبن الزبادي المنتج عن طريق التخمير في النكهة عن تلك الناتجة عن التحميض، لأن الأحماض المضافة بشكل شائع في التصنيع التجاري لها نكهات مختلفة عن حمض اللاكتيك، وأيضًا لأن التخمير يمكن أن يقدم نكهات جديدة. اللبن الرائب هو البديل حديث شائع للحليب الطبيعي الرائب.